# Roland Muri

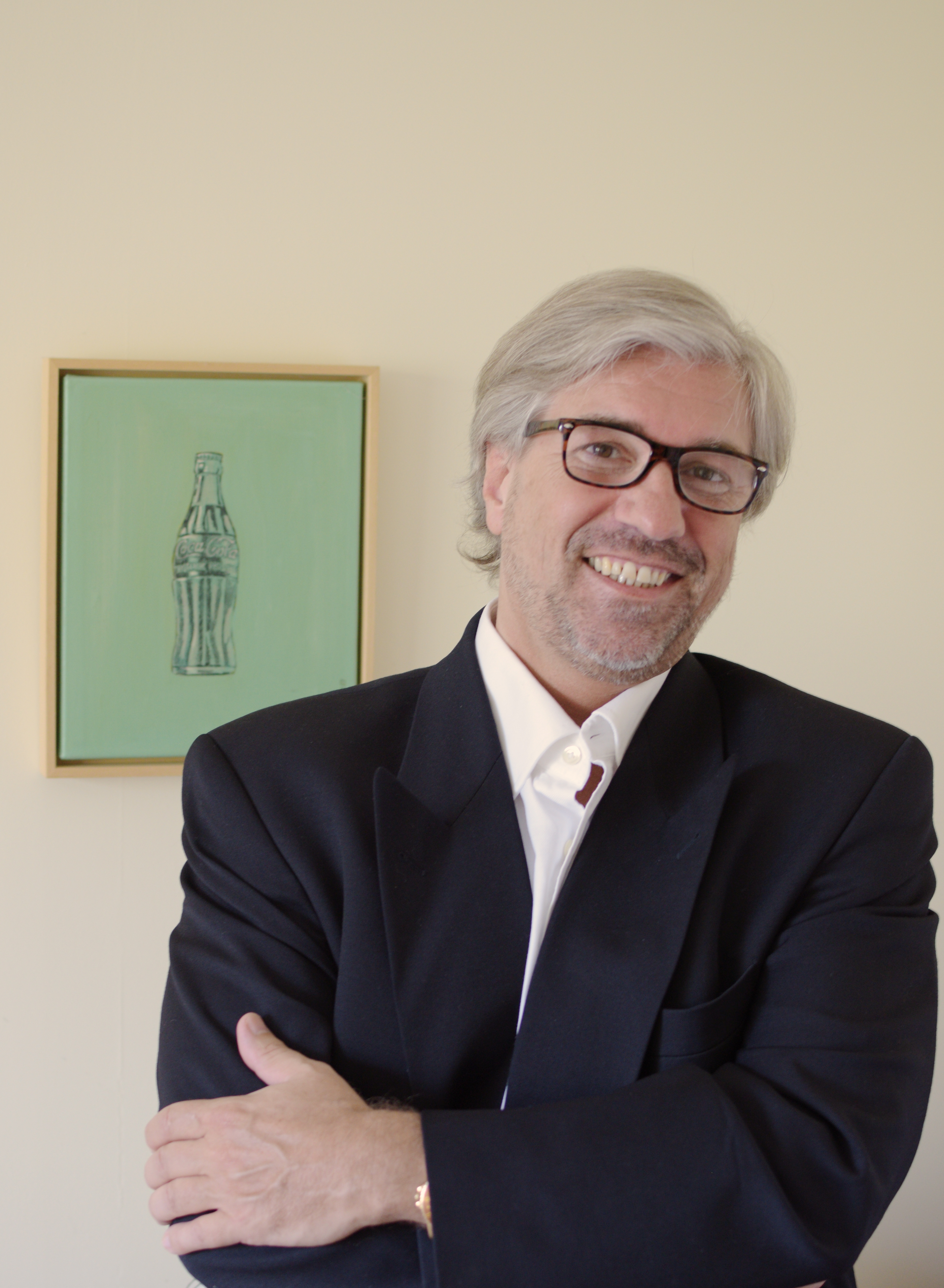
Roland Muri (2018)

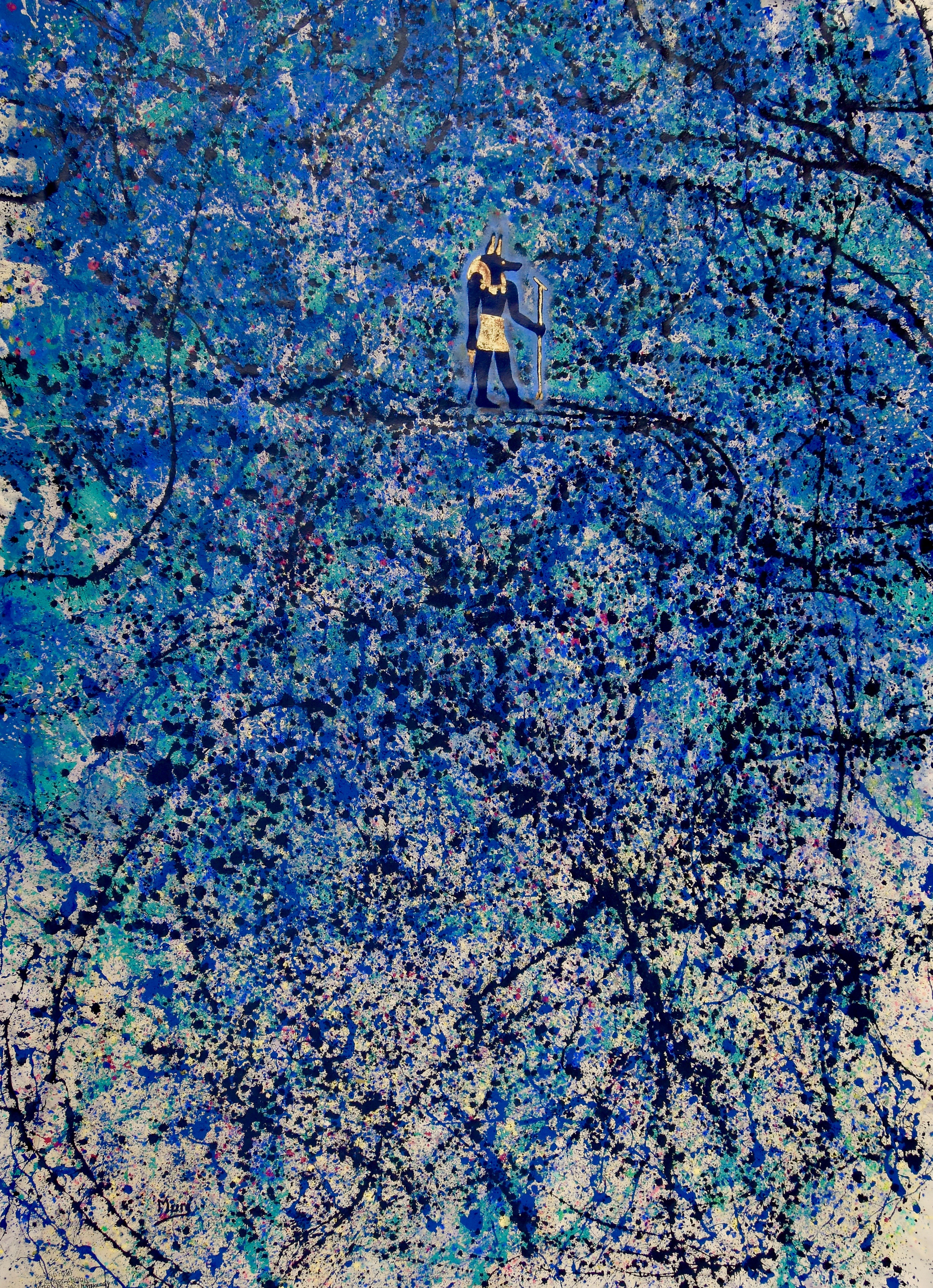
Anubis/Afterlife, Öl-, Acryl und Blattgold auf Leinwand CM 402 X 270, 2021

Roland P. Muri (* 29. September 1959 in Bern) ist ein Schweizer Maler.

## Leben

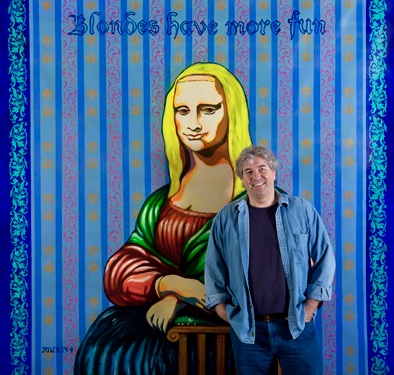
Roland Muri im Atelier vor «Blondes have more fun», 2014

Muri wurde als Sohn des Jongleurs «Murando» (Cirque Medrano und Cirque d’hiver, Paris) und einer Mutter mit amerikanischen Wurzeln (Dubuque, Iowa) geboren. Er wuchs als mittleres von fünf Kindern in Bern, Paris und Monaco auf.
Nach dem Abschluss der Schulzeit besuchte er die Kunstgewerbeschule in Bern (6 Semester), anschliessend reiste er für drei Jahre nach Genf, um eine Ausbildung zum Restaurator für polychrome Fassungen und Tafelbilder zu absolvieren. 1985 musste er diese Tätigkeit aus gesundheitlichen Gründen aufgeben. Er absolvierte ein Studium der Finanzwirtschaft mit Diplomabschluss und arbeitete anschliessend bei einer Schweizer Grossbank. 1996 gab er diese Tätigkeit auf, um sich vollumfänglich der Kunst zu widmen. Es folgten ergänzende Studien an der Schule für Gestaltung in Bern (Serigrafie), der Hochschule der Künste Bern (Lithografie) und der Internationalen Sommerakademie Salzburg (Malerei). Seit 1998 stellt er regelmässig international aus. Sein Hauptatelier befindet sich in Paris; des Weiteren unterhält er Ateliers in Bern, Los Angeles und Berlin.

## Werk
Muri bezeichnet seine Arbeiten als Popexpressionismus. Er arbeitet in thematischen Werkgruppen wie beispielsweise Flaggenbilder, Hommage à Picasso, Comics, Blumen, Stillleben, Akt oder Ikonen. Muri war im Jahre 2004 Teilnehmer der Aktion «Art Meets Music» zusammen mit Herman Rarebell (The Scorpions) und Ron Wood (The Rolling Stones). 2003 war er neben Horst Lichter Botschafter bei der Olympiabewerbung der Stadt Köln. Er engagiert sich für das Schweizerische Rote Kreuz (SRK), in dessen Namen mehrere Werke für wohltätige Zwecke versteigert wurden.

## Ausstellungen (Auswahl)

### Einzelausstellungen
- Beverly Hills Women’s Club: Popexpressionismus (Katalog), Beverly Hills (USA), 2007

### Gruppenausstellungen
- King of Pop Museum: Michael Jackson Portraits, Gedenkausstellung
- Stones Fan Museum: The Rolling Stones-Rock and Roll Circus, Lüchow (Germany), 2011
- Société des Artistes Indépendants: Grand Palais, Paris, 22.–27. November 2011, Katalog S. 77
- CIGE Art Fair: China International Gallery Exposition, Beijing, 22.–25. April 2010, Katalog S. 18
- Long De Xuang-Art Center: Artists against the Crisis, Beijing, 2010
- Chelsea Art Museum: Role Models, New York, 2003
- Kölnisches Stadtmuseum: Querblick, Köln, 2002
- 49. Biennale Venedig: Markers Project, Venedig, 2001
- Kunsthalle Bern: Weihnachtsausstellung, Bern, 1992

## Bibliographie (Auswahl)
- Roland Muri, Popexpressionismus. ArchivArte Verlag, 2007, Text: Steffan Biffiger, ISBN 3-9522302-3-5.
- Roland Muri, Geschichtenbilder, Zürich–Köln–New York. Text: Steffan Biffiger, 2006.
- Roland Muri. Ausstellung Fondation Brignoni, 59 Gemälde in der FB, Text: Böhner, Mannheim 2000

## Fernsehen (Auswahl)
- NDR News: Interview (D), 2010
- Tele Bärn News: Interview (CH), 2009
- ART-TV: Reportage / Interview (CH), 2007
- SWR/KI.KA, Tigerenten Club Folge 483: Die Tigerente bei Muri im Atelier (D), 2005
- RTL Guten Abend, Bericht: Roland Muri/Horst Lichter in New York, 2003